# Дактаун (Теннессі)
Дактаун (англ. Ducktown) — місто (англ. city) в США, в окрузі Полк штату Теннессі. Населення — 461 особа (2020).

## Географія
Дактаун розташований за координатами 35°2′10″ пн. ш. 84°23′8″ зх. д. / 35.03611° пн. ш. 84.38556° зх. д. (35.036023, -84.385511).  За даними Бюро перепису населення США в 2010 році місто мало площу 6,81 км², уся площа — суходіл.

## Демографія
Згідно з переписом 2010 року, у місті мешкало 475 осіб у 166 домогосподарствах у складі 90 родин. Густота населення становила 70 осіб/км².  Було 220 помешкань (32/км²).
Расовий склад населення:
| - 96,2 % — білих - 0,2 % — чорних або афроамериканців |

До двох чи більше рас належало 3,4 %. Частка іспаномовних становила 0,2 % від усіх жителів.
За віковим діапазоном населення розподілялося таким чином: 12,2 % — особи молодші 18 років, 43,8 % — особи у віці 18—64 років, 44,0 % — особи у віці 65 років та старші. Медіана віку мешканця становила 61,1 року. На 100 осіб жіночої статі у місті припадало 64,4 чоловіків;  на 100 жінок у віці від 18 років та старших — 65,5 чоловіків також старших 18 років.
Середній дохід на одне домашнє господарство  становив 39 391 долар США (медіана — 22 813), а середній дохід на одну сім'ю — 51 226 доларів (медіана — 33 125). За межею бідності перебувало 23,8 % осіб, у тому числі 44,1 % дітей у віці до 18 років та 11,3 % осіб у віці 65 років та старших.
Цивільне працевлаштоване населення становило 94 особи. Основні галузі зайнятості: освіта, охорона здоров'я та соціальна допомога — 35,1 %, роздрібна торгівля — 20,2 %, фінанси, страхування та нерухомість — 8,5 %, транспорт — 7,4 %.